# Microkayla illampu
Microkayla illampu is een kikker uit de familie Craugastoridae. De soort komt voor in Bolivia. Microkayla illampu wordt bedreigd door het verlies van habitat.